# 블리치: Memories Of Nobody
블리치: Memories Of Nobody는 블리치의 극장판 시리즈의 첫 번째 작품이다. 2006년에 개봉하였다.